# Александар Ошевенски
Александар Ошевенски (рођ. Алексеј Никифорович Ошевен; 17. март 1427 — 20. април 1479) — руски хришћански подвижник, преподобни, оснивач и први игуман Ошевенског манастира (Архангелска област).
Православна црква га прославља 20. априла (3. маја), у Саборном храму карелских светаца и у Саборном храму новгородских светаца.

## Биографија
Рођен је у породици богатог сељака Никифора Ошевња. По рођењу је добио име Алексеј. Са 19 година примио је монашки постриг у Кирило-Белозерском манастиру са именом Александар. Након што се његов отац преселио на север, где је основао насеље, добио је благослов за стварање новог манастира. Прво је подигнут крст, затим подигнута црква Светог Николе и манастир око ње, око којег се окупила братија. Александар је прихватио исихазам: у заједници се практиковало свето ћутање и Исусова молитва. Александар је доживео тежак породични сукоб са братом Амвросијем, који се противио монашком завету својих синова. Услед ове неслоге Александар се тешко разболео, али је у сну чудесно излечен појавом светог Кирила Белозерског.
Након његове смрти, састављен је његово житије и насликане су иконе. Монах Александар Ошевенски је био средњег раста, сувог лица и упалих образа, са малом и не густом брадом, са седом косом.